# Варёные колбасы
Варёные колбасы — вид колбасных изделий в оболочке из мясного фарша с добавлением шпика, соли, пряностей и других продуктов, подвергнутых в процессе приготовления обжариванию, варке и искусственному охлаждению. Среди колбасных изделий являлись наиболее массовым продуктом питания в СССР. Варёные колбасы употребляются в пищу непосредственно в качестве холодной закуски в бутербродах, а также для приготовления салатов, холодных и горячих первых и вторых блюд, например, окрошки, солянки, яичницы с колбасой, жареной колбасы с гарниром.
Для фарша в варёных колбасах используются в основном говяжье и свиное мясо, а также баранина и субпродукты. Специальные сорта варёных колбас изготовляют из кроличьего, конского, оленьего, верблюжьего мяса и мяса битой птицы. Соответственно по виду сырья варёные колбасы бывают свиными, свиные с содержанием свинины и шпига в пропорциях от менее 50 % до более 75 %, говяжьи, субпродуктовые, бараньи. В СССР варёные колбасы производили четырёх сортов: высшего (любительская, краснодарская, столичная, белорусская, докторская, телячья), 1-го (отдельная, московская, ветчинно-рубленая, свиная, тбилисская, новая с сыром особая), 2-го (чайная, свиная, говяжья, баранья новая с сыром, закусочная) и 3-го (чесноковая).
Технологический процесс производства варёных колбас включает обвалку, жиловку, предварительное измельчение, нитритный посол, вторичное измельчение, перемешивание, набивку фарша в оболочку, обжаривание, варку и охлаждение. Сходные операции производятся в производстве фаршированных колбас, мясных хлебов, сосисок, сарделек и диетических колбас.
После жиловки мясо измельчают на волчке, добавляют нитритно-посолочную смесь и после перемешивания выдерживают от 6 до 72 часов при температуре 2—4 °C. Нитритный посол обеспечивает фаршу необходимую клейкость, способность хорошо поглощать воду и удерживать её при варке колбасы. Посоленное и выдержанное мясо измельчают второй раз на мясорубке и куттере со льдом или холодной водой, за счёт чего фарш приобретает нежную консистенцию и вязкую структуру, а мышечные ткани равномерно смешиваются с жиром. В смесительной машине фарш перемешивают со шпигом и специями, затем с помощью специальных машин-шприцев фаршем набивают в натуральную или искусственную оболочку различного вида, длины и диаметра в зависимости от сорта колбасы. Готовые колбасные батоны перевязывают шпагатом с петлёй для подвешивания в обжарочных камерах. При обжарке сырая колбаса подвергается одновременному воздействию тепла и дыма: фарш окрашивается и приобретает специфический вкус и запах, а оболочка высушивается и задубливается и тем самым прочно и устойчиво защищает от воздействия микроорганизмов. Затем обжаренную колбасу варят в воде или паровых камерах, а затем охлаждают.